# Saar Janssen
Saar Janssen (22 juli 2005) is een Belgische voetbalster. Ze speelt als verdedigster voor Oud-Heverlee Leuven in de Belgische Super League competitie.
Geboren en getogen in Sint-Huibrechts-Lille (Pelt), haar eerste voetbalschoenen trok ze aan bij Sparta-Lille.

## Interlands
| Interlands van Saar Janssen voor België | Interlands van Saar Janssen voor België | Interlands van Saar Janssen voor België | Interlands van Saar Janssen voor België | Interlands van Saar Janssen voor België | Interlands van Saar Janssen voor België |
| Nr.                                     | Datum                                   | Wedstrijd                               | Uitslag                                 | Soort wedstrijd                         | Doelpunten                              |
| Als speelster bij OH Leuven             | Als speelster bij OH Leuven             | Als speelster bij OH Leuven             | Als speelster bij OH Leuven             | Als speelster bij OH Leuven             | Als speelster bij OH Leuven             |
| --------------------------------------- | --------------------------------------- | --------------------------------------- | --------------------------------------- | --------------------------------------- | --------------------------------------- |
| 1.                                      | 4 juni 2024                             | België – Tsjechië                       | 1 – 1                                   | Kwalificatie EK 2025                    | -                                       |
| 2.                                      | 16 juli 2024                            | Spanje – België                         | 2 – 0                                   | Kwalificatie EK 2025                    | -                                       |
| 3.                                      | 25 oktober 2024                         | Griekenland – België                    | 0 – 0                                   | Barrages EK 2025                        | -                                       |
| 4.                                      | 29 oktober 2024                         | België – Griekenland                    | 5 – 0                                   | Barrages EK 2025                        | -                                       |
| 5.                                      | 29 november 2024                        | Oekraïne – België                       | 0 – 2                                   | Barrages EK 2025                        | -                                       |
| 6.                                      | 3 december 2024                         | België – Oekraïne                       | 2 – 1                                   | Barrages EK 2025                        | -                                       |
| 7.                                      | 21 februari 2025                        | Spanje – België                         | 3 – 2                                   | UEFA Women's Nations League 2025        | -                                       |
| Totaal                                  | Totaal                                  | Totaal                                  | Totaal                                  | Totaal                                  | 0                                       |

Bijgewerkt t/m 26 februari 2025.